# Adrien Dauzats
Adrien Dauzats, né à Bordeaux le 16 juillet 1804 et mort à Paris le 18 février 1868, est un artiste peintre orientaliste, aquarelliste, illustrateur et lithographe français.

## Biographie
Il commence par une formation technique en tant qu'élève de l'École des Arts et Métiers (Angers 1819), il devient ensuite élève de Michel-Julien Gué. Adrien Dauzats accompagne dès 1828 le baron Taylor au Caire et dans la vallée du Nil, dans le Sinaï, en Palestine et en Syrie, puis à Jaffa, Jérusalem, Jéricho, Saint-Jean-d'Acre, Palmyre et Baalbek. Ce voyage comprenait une mission officielle en Égypte, qui dura de mars à septembre 1830, pour négocier l’acquisition de deux obélisques de Thèbes. Dauzats rapporte de ce périple une abondante moisson de dessins, qu'il exploite dans Quinze jours au Sinaï (1838), un récit de voyage écrit par Alexandre Dumas père, un des meilleurs amis du peintre — qui n'était pas du voyage — puis dans La Syrie, l'Égypte, la Palestine et la Judée, du baron Taylor (1839).
Cette année-là, il accompagne le duc d'Orléans dans l'expédition du Djurjura en Algérie. Il retrouvera le baron Taylor pour illustrer le monumental Voyages pittoresques et romantiques dans l'ancienne France dont il réalise une grande partie des lithographies.
Il illustre aussi, conjointement avec Pharamond Blanchard, un récit de l'expédition militaire française au Mexique en 1838 intitulé San Juan de Ulúa, ou Relation de l'expédition française au Mexique (Paris, Gide, 1839). Ce volume comprend aussi un Aperçu général du Texas par Eugène Maissin. Dauzats révisa le récit de son ami et grava la moitié des dessins originaux que ce dernier fit paraître en illustration de cet ouvrage.

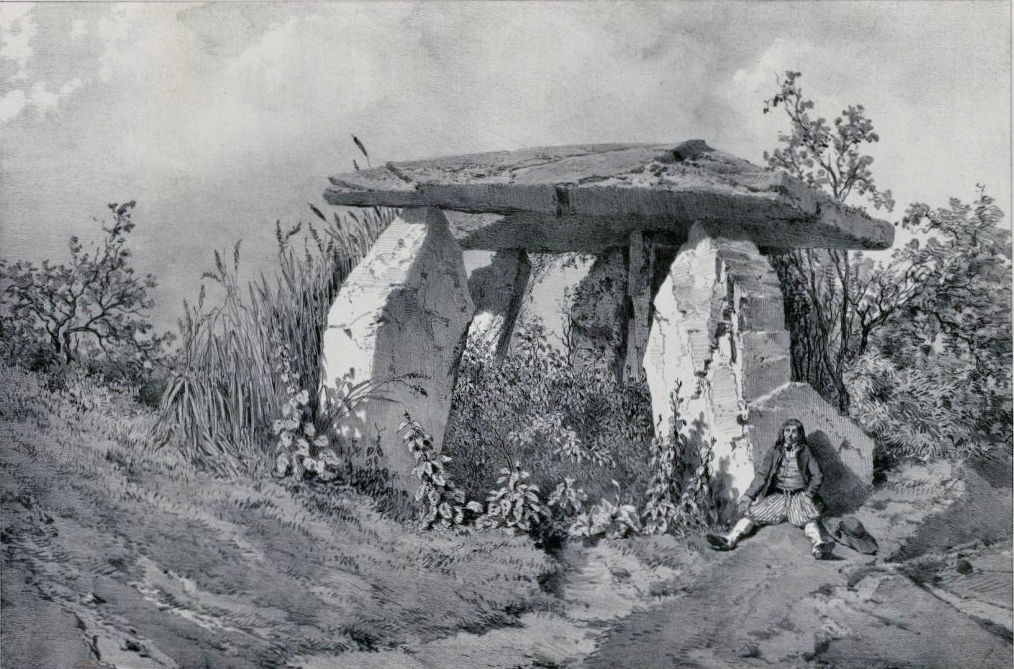
Dolmen à Plounéour (dessin publié en 1845-1846).

En 1831, il fait partie des quinze premiers membres correspondants de la Société archéologique du Midi de la France créée la même année.
Dauzats est reconnu comme un grand peintre romantique orientaliste. Ses contemporains Victor Hugo, Théophile Gautier, Prosper Mérimée et Eugène Delacroix lui ont témoigné leur admiration. Alexandre Dumas, avec qui il entretint une longue correspondance de 1834 à 1851, le cite à plusieurs reprises dans ses romans (Le comte de Monte-Cristo, Le capitaine Pamphile…).
Orléaniste, il est l'ami d'Adolphe Asseline, le secrétaire du duc Ferdinand-Philippe d'Orléans, puis de sa femme la duchesse d'Orléans Hélène et le conseiller de ses enfants, le comte de Paris et le duc de Chartres. Il lui rend visite dans sa maison d'Artonne à Narcy dans le département de la Nièvre où il peint. Il est l'ami de son protégé, Théophile Dumangin, polytechnicien, cultivateur et géomètre à Narcy, puis ingénieur des chemins de fer à Rome et à Madrid.

## Distinctions
- 1837 :  Chevalier de la Légion d'honneur ;
- 1856 :  Ordre de Charles III d'Espagne.

## Œuvres
Les pays, villes et noms d'institutions sont classés par ordre alphabétique, les œuvres par date.
- Au Canada
  - Québec, Musée national des beaux-arts du Québec : Homme en costume oriental, entre 1830 et 1868[3].
- En France
  - Chartres, musée des Beaux-Arts : La Cathédrale de Chartres, huile sur toile 65 × 46 cm[4] ;
  - Dijon, musée Magnin :
    - Étude de personnage en costume oriental, dessin préparatoire ;
    - Maison dite de Nocilas Sekazan à Damas, dessin préparatoire.

  - Orléans, musée des Beaux-Arts : 
    - Prise de Sétif. Le lieutenant-général Galbois, commandant de la province de Constantine, reçoit la soumission de El-Mokrany, kalifat de la Medjanah, en 1839, Salon de 1844, huile sur toile, 90 x 116 cm[5] ;
    - Le passage des Portes-de-Fer, Réplique du tableau présenté au Salon de 1840, vers 1853, huile sur toile, 147 x 105 cm[6]  ;

  - Rouen, musée des Beaux-Arts : Jumièges, ruines de l'abbaye, 1834, huile sur papier.
  - Semur-en-Auxois, musée municipal de Semur-en-Auxois : Vue de l'église de la Madeleine à Troyes, huile sur toile.

Œuvres d'Adrien Dauzats
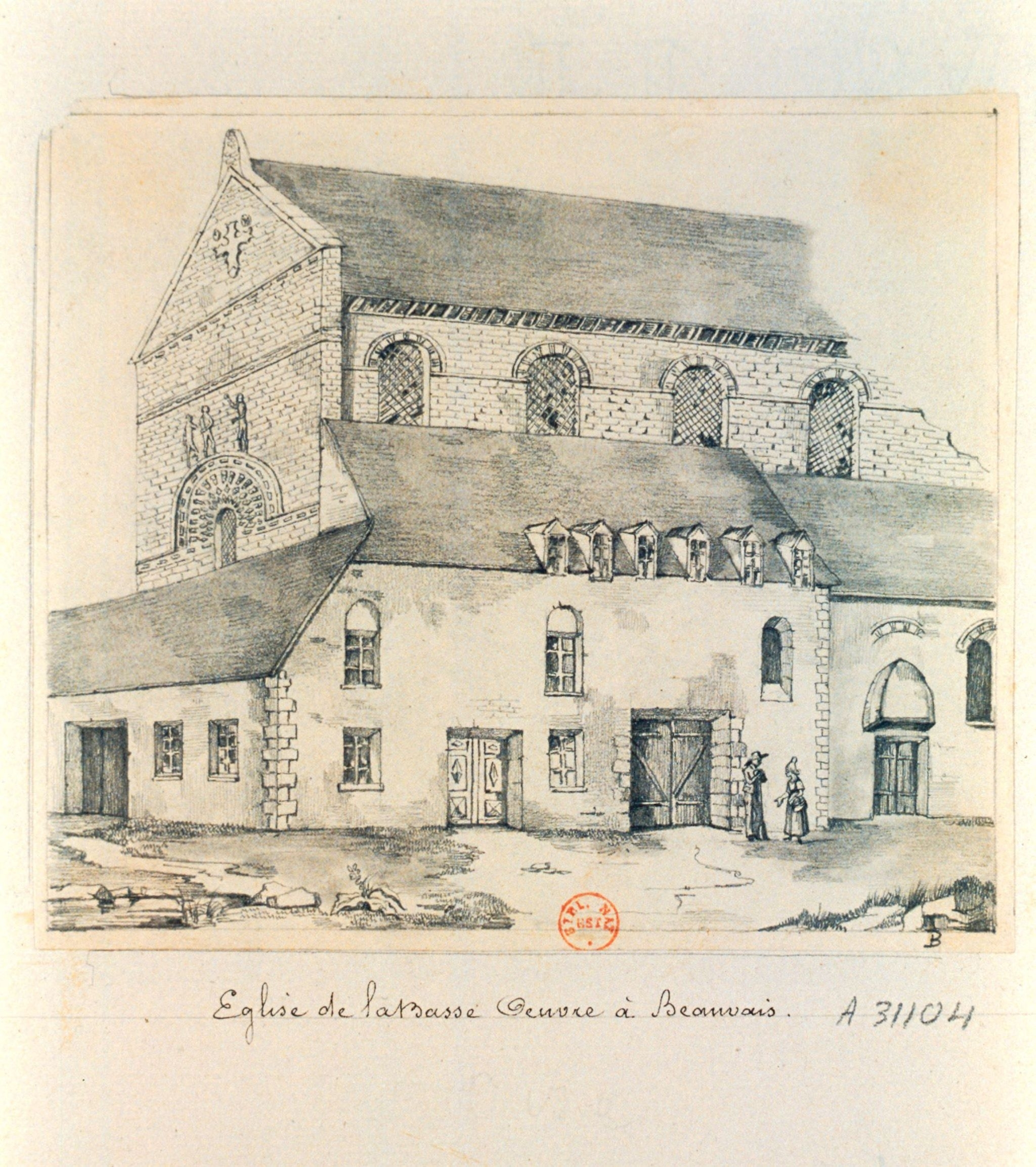
L'église de la Basse-Œuvre de Beauvais (vers 1836).
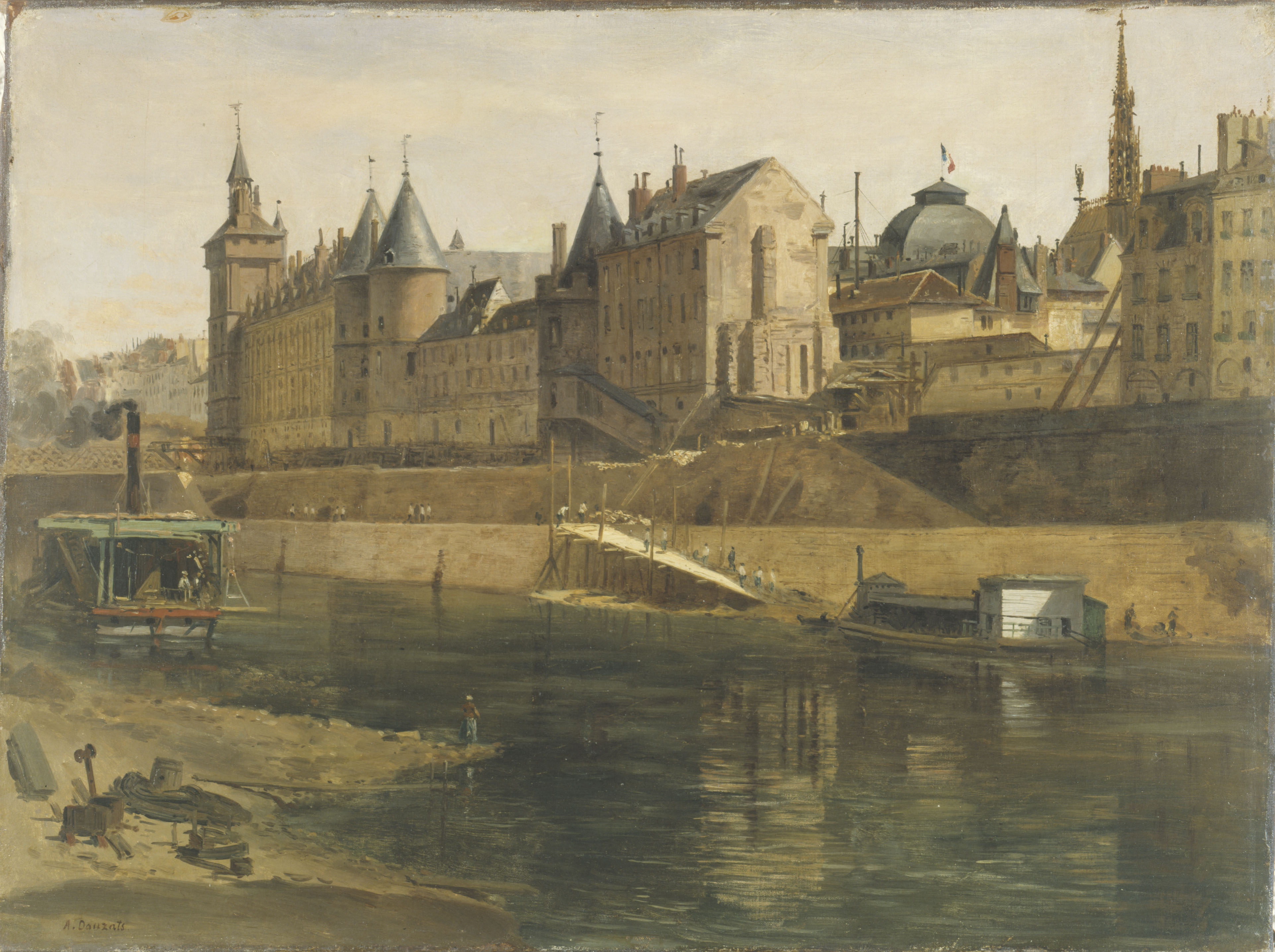
Le Palais de justice de Paris, la Conciergerie et la Tour de l'Horloge (entre 1857 à 1868).
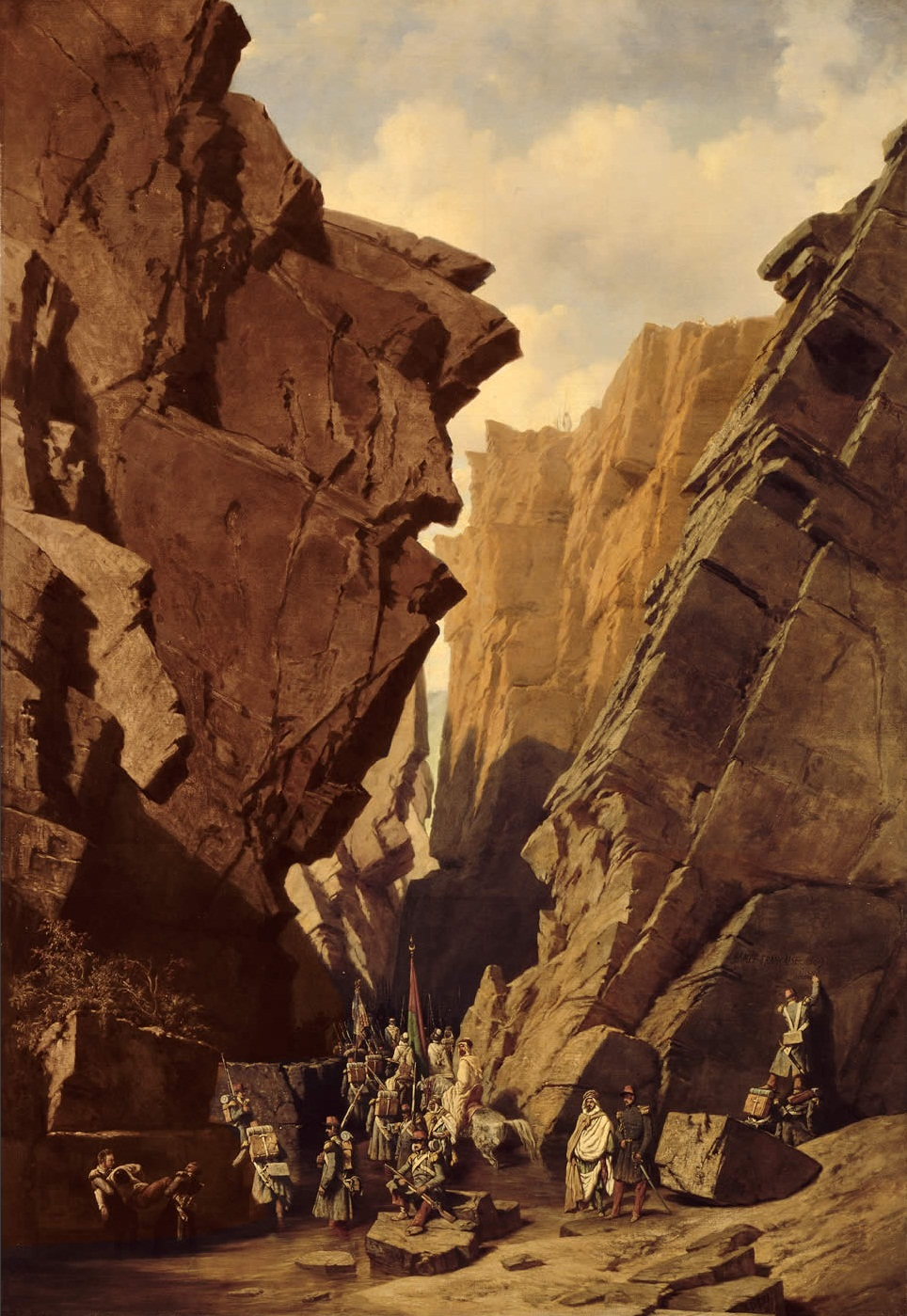
Le Passage des Portes de fer en Algérie (1839).
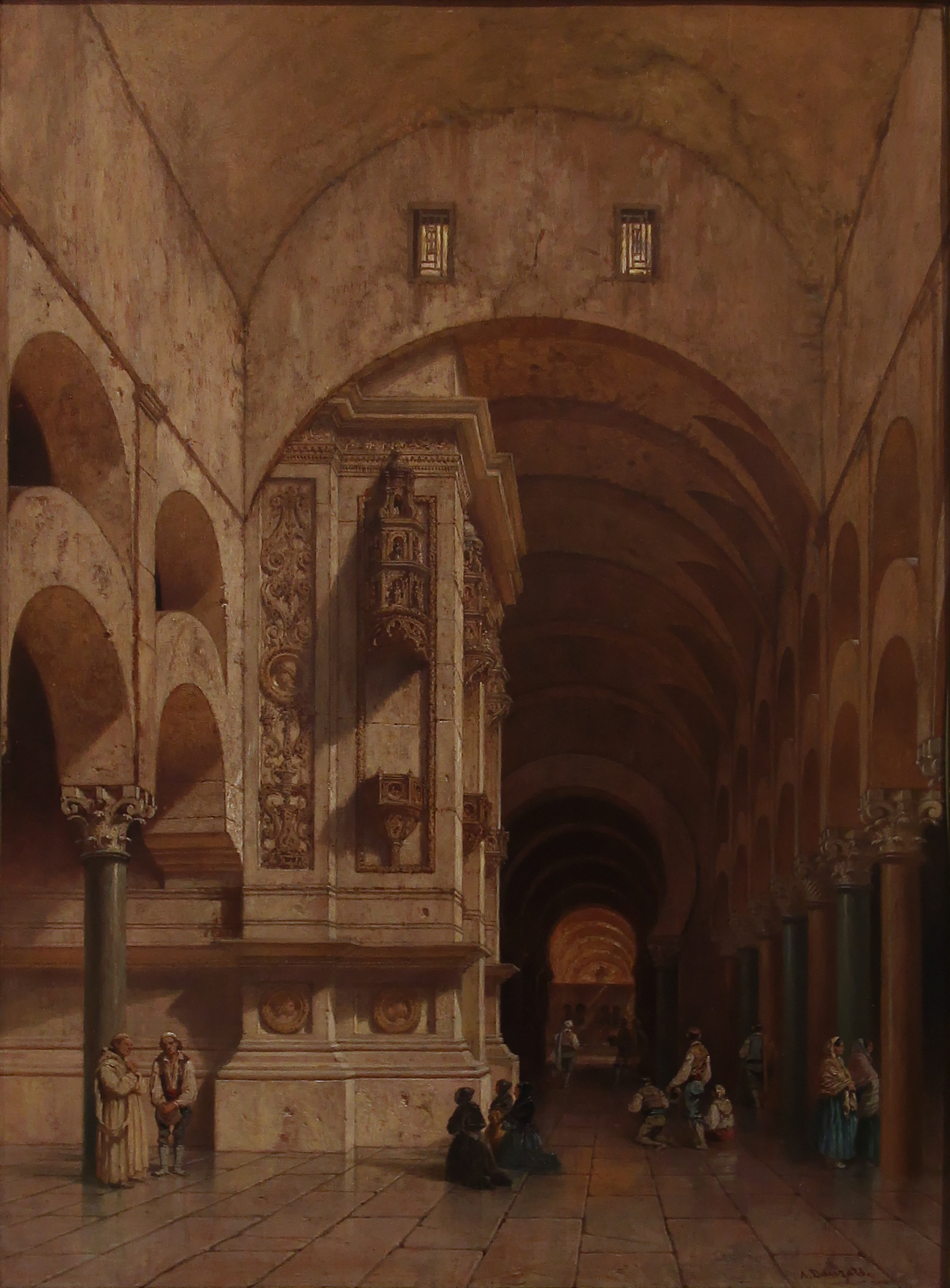
Intérieur de la mosquée de Cordoue (1860).
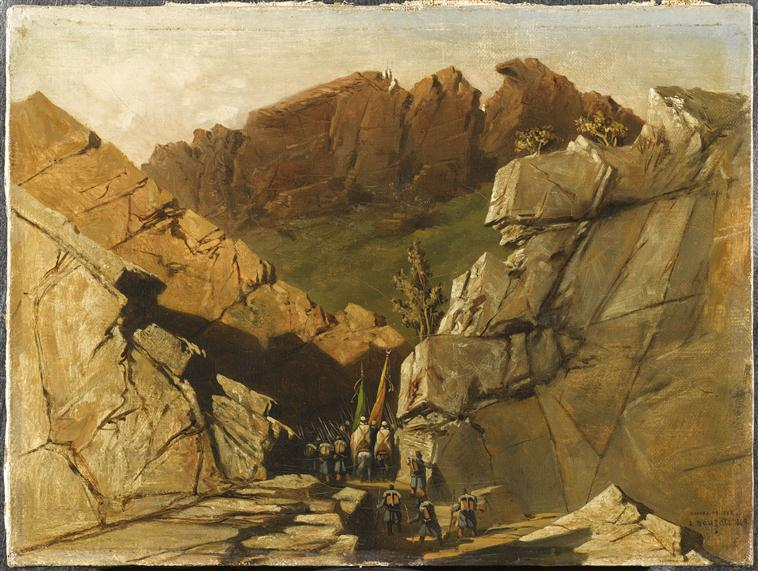
Expédition des Portes de fer (1839) : le premier défilé.
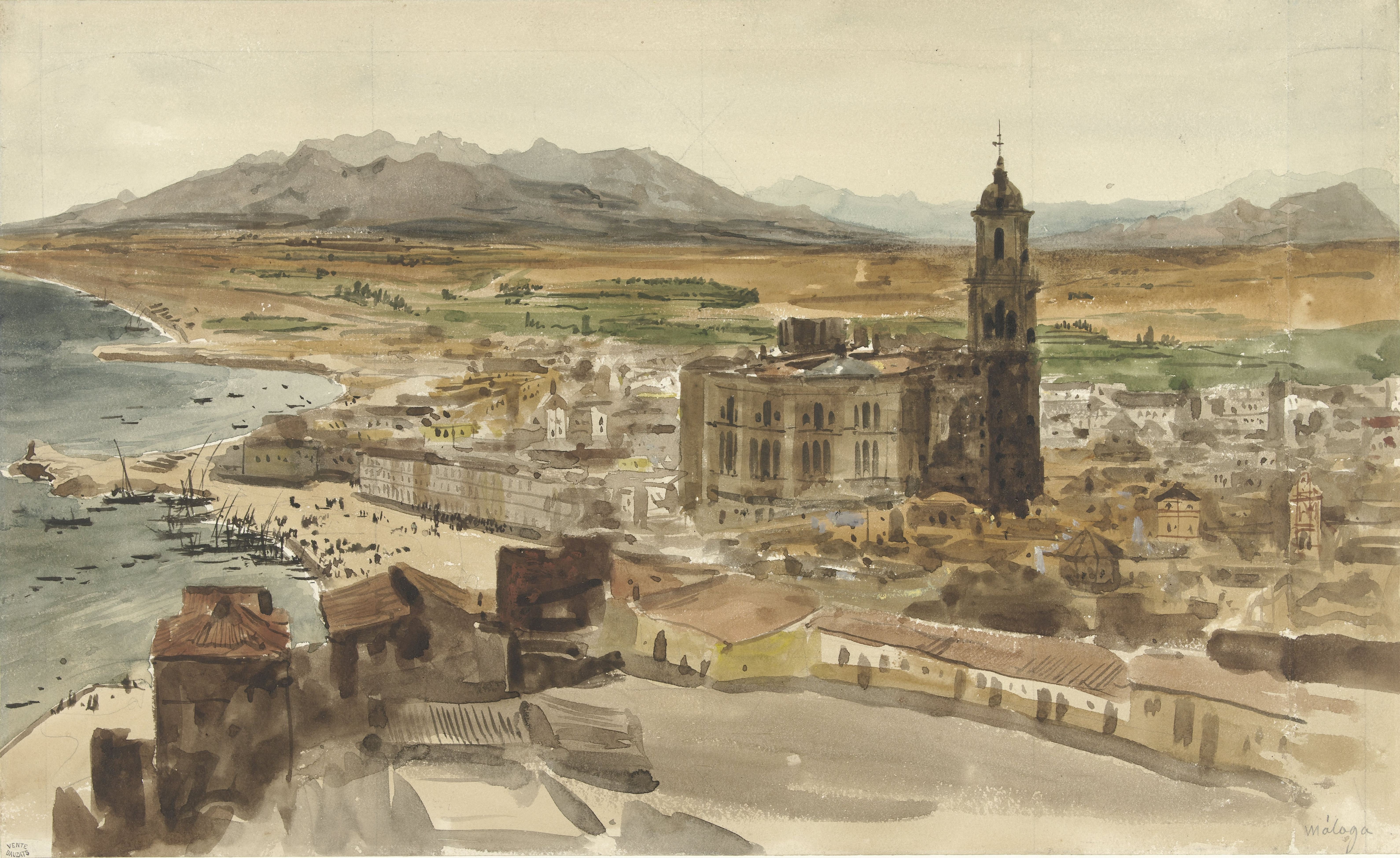
Vue de Malaga depuis le nord (1836).
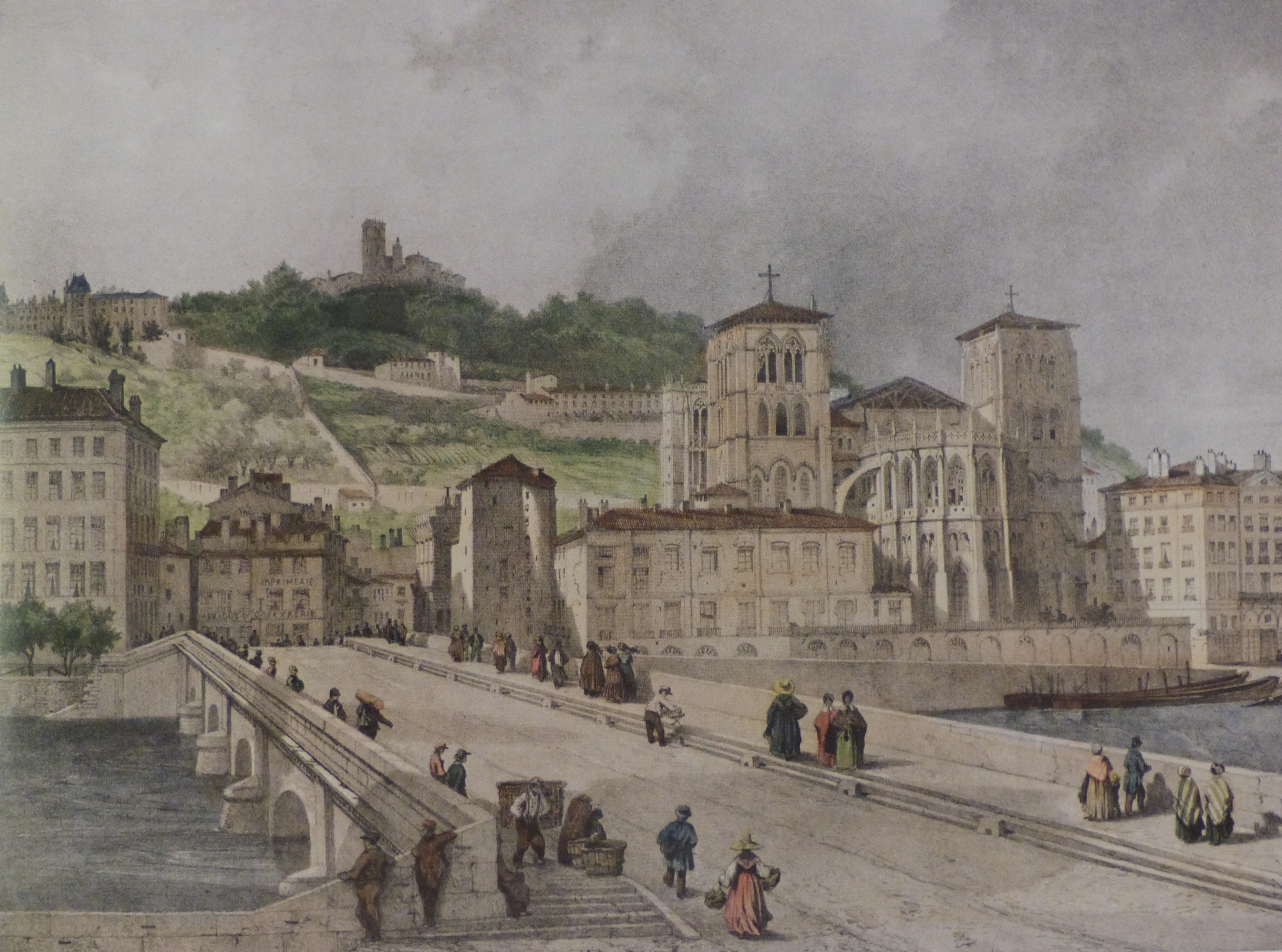
Le pont Tilsitt sur la Saône à Lyon (1848).
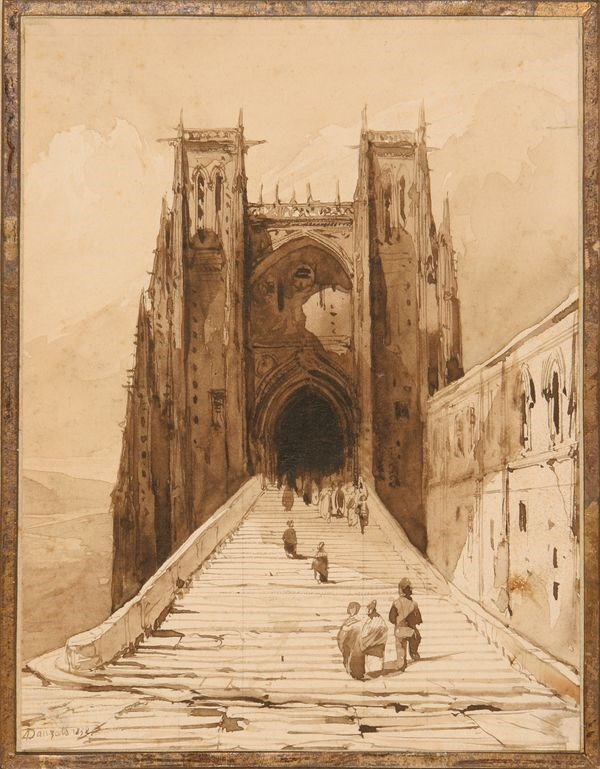
Escaliers de la cathédrale d'Albi (1832)
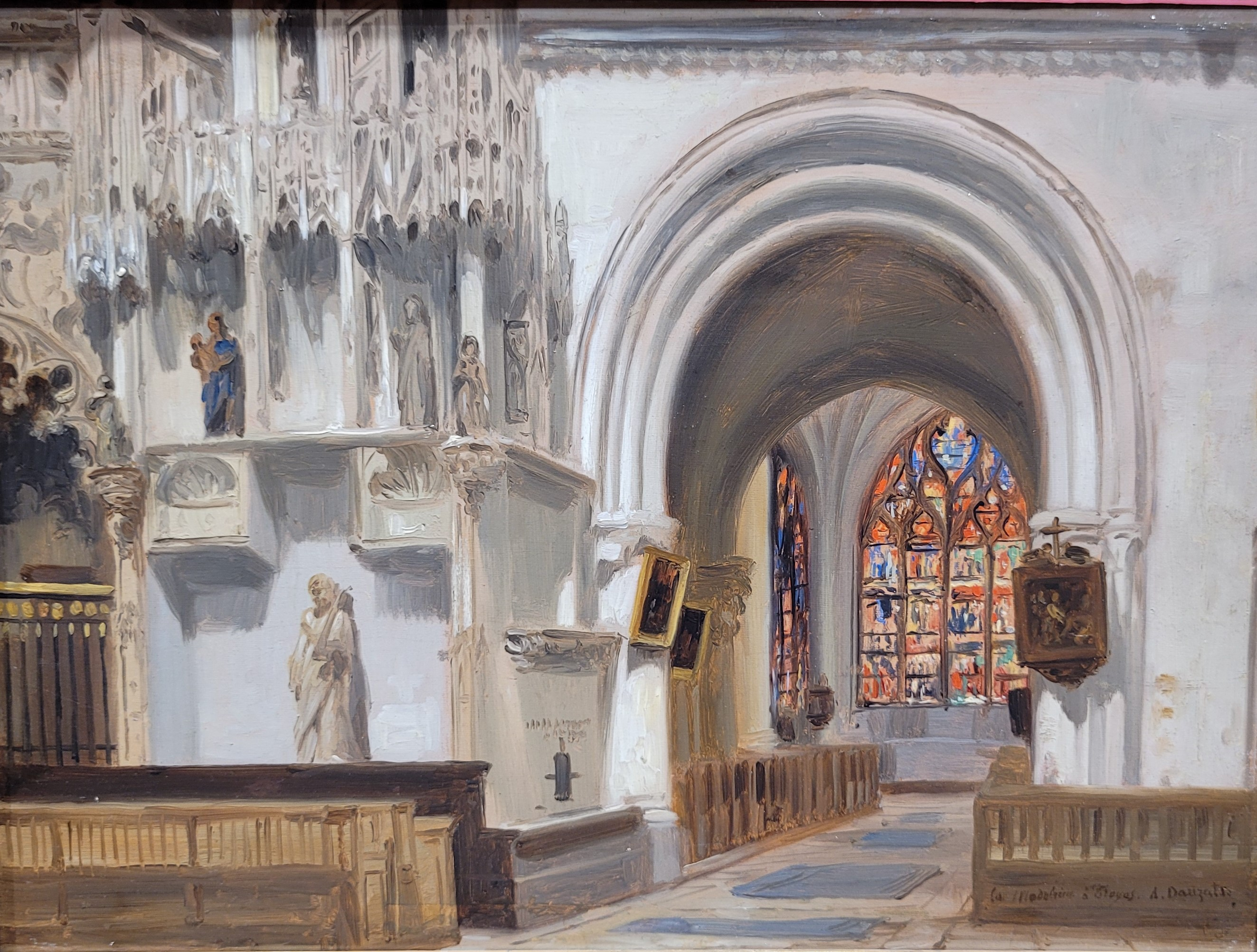
Vue de l'église de la Madeleine à Troyes, droite de son jubé, huile sur toile, musée municipal de Semur-en-Auxois.